# Chlorochrysa
Chlorochrysa és un gènere d'ocells de la família dels tràupids (Thraupidae).

## Taxonomia
Segons la Classificació del Congrés Ornitològic Internacional (versió 14.2, 2024) aquest gènere està format per tres espècies:
- Chlorochrysa phoenicotis - tàngara maragda lluent
- Chlorochrysa nitidissima - tàngara maragda caragroga
- Chlorochrysa calliparaea - tàngara maragda gorjanegra